# Plumularia insolens
Plumularia insolens är en nässeldjursart som beskrevs av John Fraser 1948. Plumularia insolens ingår i släktet Plumularia och familjen Plumulariidae. Inga underarter finns listade i Catalogue of Life.